# Sebastes phillipsi
Sebastes phillipsi är en fiskart som först beskrevs av John E Fitch, 1964.  Sebastes phillipsi ingår i släktet Sebastes och familjen kungsfiskar. Inga underarter finns listade i Catalogue of Life.